# Sesamolina
Sesamolina es un lignano aislado del aceite de sésamo. Sesamina y sesamolina son componentes menores del aceite de sésamo.